# جورج هيرتزبيرغ
جورج هيرتزبيرغ (بالإنجليزية: George Hertzberg)‏ هو كاتب سيناريو ومنتج أفلام وممثل أمريكي، ولد في 6 نوفمبر 1972 في غلينز فولز في الولايات المتحدة.

## أعمال

### أفلام
- (2008) تيكن[1]

## وصلات خارجية
- جورج هيرتزبيرغ على موقع IMDb (الإنجليزية)
- جورج هيرتزبيرغ على موقع ألو سيني (الفرنسية)
- جورج هيرتزبيرغ على موقع قاعدة بيانات الفيلم (الإنجليزية)
- جورج هيرتزبيرغ على موقع كينوبويسك (الروسية)